# 191 Mártires de París en la Revolución Francesa (1792)
Los 191 Mártires de París en la Revolución Francesa hace alusión a los sacerdotes y religiosos que murieron de manera violenta. Esto sucedió en distintos puntos de París, los días 2 y 3 de septiembre de 1792, por no jurar la Constitución Civil aprobada por la Asamblea Nacional Constituyente, el 12 de julio de 1790, en la cual incluía la Constitución Civil del Clero, la apropiación de los bienes de la Iglesia, la cual el clero consideraba contraria a su fe en Cristo.
La causa de beatificación fue promovida en 1901 por el Cardenal François Marie Richard, arzobispo de París, pedida en 1906 por el obispado francés, ratificada en 1916 por el Papa Benedicto XV. Finalmente el Papa Pío XI beatificó a 191 mártires el 17 de octubre de 1926, donde fueron beatificados.
El martirio tuvo lugar en 4 diferentes lugares de París: Seminario de San Fermín, Cárcel de La Force, Convento de los carmelitas y la Abadía de Sant-Germain-des-Prés.
Entre ellos se encuentra San Salomón Leclerc. 
Entre los martirizados se encuentran Jean-Marie du Lau, Arzobispo de Arlés, Pierre-Louis de La Rochefoucauld-Bayers, obispo de Saintes, François-Joseph de La Rochefoucauld-Maumont, obispo de Beauvais, el Sacerdote jesuita Alexandre Charles Marie Lanfant confesor de la reina María Antonieta de Austria y el religioso lasallista Salomón Leclerc.

## Lista de mártires

### Del Seminario de San Fermín.
El 3 de septiembre el seminario había sido convertido en prisión. Sólo cuatro de los presos escaparon con vida. Las víctimas fueron 3 laicos. Los nombres son: Andrés Abel Alricy, sacerdote, y setenta y un compañeros, mártires:
Sus nombres son: Pedro Brisse. Canónigo. Bertrán Antonio de Caupenne. Pbro. Carlos Carnus. Pbro. Carlos Víctor Veret. Pbro. Claudio Ludovico Marmontant de Savigny. Pbro. Claudio Silvano Rafael Mayneaud de Bizefranc. Pbro. Dionisio Claudio Duval. Pbro. Enrique Juan Milet. Pbro. Esteban Miguel Gillet. Pbro. Filiberto Fougére. Pbro. Francisco José Monnier. Pbro. Gil Ludovico Sinforiano Lanchon. Pbro. Gilberto Juan Fautrel. Pbro. Ivón Andrés Guillon de Keranrun. Pbro. (Vicecanciller de la Universidad de París) Ivón Juan Pedro Rey de Kervisic. Pbro. Jacobo de la Lande. Pbro. Jacobo Dufour. Pbro. Jacobo Leonorio Rabé. Pbro. Jacobo Ludovico Schmid. Pbro. Jorge Jerónimo Giroust. Pbro. José Falcoz. Pbro. José Ludovico Oviefre. Pbro. José María Gross. Pbro. Juan Carlos Legrand. Pbro. Juan José de Lavèze-Bellay. Pbro. Juan Lemaître. Pbro. Juan Miguel Philippot. Pbro. Juan Pedro Le Laisant. Pbro. Juan Tomás Leroy. Pbro. Julián Francisco Hédouin. Pbro. Julián Le Laisant. Pbro. Ludovico Juan Mateo Lanier, Pbro. María Francisco Mouffle. Pbro. Martín Francisco Alejo Loublier. Pbro. Miguel Andrés Silvestre Binard. Pbro. Miguel Leber. Pbro. Nicolás Bizé. Pbro. Nicolás Claudio Roussel. Pbro. Nicolás Gaudreau. Pbro. Pedro Bonzé. Pbro. Pedro Briquet. Pbro. Pedro Florencio Leclercq. Pbro. Pedro Francisco Henocq. Pbro. Pedro Jacobo de Turmenyes. Pbro. Pedro Juan Garrigues. Pbro. Pedro Ludovico Joret. Pbro. Pedro Pablo Balzac. Pbro. Pedro Roberto Regnet. Pbro. Pedro Saint-James. Pbro. René José Urvoy. Pbro. Claudio Bochot. D.C. Eustaquio Félix. D.C. Claudio Pons. O.S.A. Juan Carlos María Bernard du Cornillet. O.S.A. Juan Francisco Bonnel de Pradel. O.S.A. Cosme Duval. O.F.M.cap. Eloy Herque du Roule. S.I. Juan Antonio Seconds. S.I. Juan Francisco María Benoît-Vourlat. S.I. Nicolás María Verrón. S.I. Pedro Guérin du Rocher. S.I. Renato María Andrieux, S.I. Roberto Francisco Guérin du Rocher. S.I. Juan Carlos Caron. C.M. Juan Enrique Gruyer. C.M. Luis José François. (superior del seminario) C.M. Nicolás Colin. C.M. Pedro Claudio Pottier. Eudista. Juan Antonio José de Villete. Comandante. Luis Francisco Rigot. Seglar. Sebastián Desbrielles. Maestro.

### De la abadía de Saint-Germain-des-Prés
El 2 de septiembre cientos de rebeldes atacaron la abadía la cual tenían ahí a algunos prisioneros los cuales fueron sacrificados. Aquí sus nombres: Pedro Jacobo María Vitalis, sacerdote y veinte compañeros, mártires:
Sus nombres eran: Antonio Carlos Octaviano du Bouzet, vicario general. Armando Ana Chapt de Rastignac, vicario general. Juan Ludovico Guyard de Saint-Clair, canónigo. Juan Pedro Simón, canónigo. Claudio Fontaine, Pbro. Daniel Ludovico André des Pommerayes, Pbro. Francisco José Pey, Pbro. Juan Andrés Capeau, Pbro. Juan José Rateau, Pbro. Laurent, Pbro. Luis le Danoist, Pbro. Ludovico Remigio Benoist, Pbro. Ludovico René Nicolás Benoist, Pbro. Marcos Luis Royer, Pbro. Pedro Ludovico Gervais, Pbro. Santino Huré, Pbro. Luis Benjamín Hurtrel, diácono. Tomás Juan Montsaint, Pbro. Alejandro Carlos María Lanfant, S.I. Carlos Luis Hurtrel, Mínimo.

### Cárcel de La Force
La prisión de La Force fue una cárcel francesa. El 3 de septiembre llegó el asalto Juan Bautista Bottex, Pbro. Miguel Francisco de la Gardette, Pbro. y Francisco Jacinto Le Livec de Trésuri Pbro.

### Cárcel del Carmen
Jean-Marie du Lau, arzobispo de Arlés, Pierre-Louis de La Rochefoucauld-Bayers, obispo de Saintes, François-Joseph de La Rochefoucauld-Maumont y 93 compañeros. 
Armando Faucauld de Pontbriand, vicario general. Francisco Ludovico Méallet de Fargues, vicario general. Gabriel Desprez de Roche, vicario general. Juan Antonio Jacinto Boucharéne de Chaumeils, vicario general. Julio Honorato Cipriano Pazery de Thorame, vicario general. Pedro Francisco Pazery de Thorame, vicario general. José Tomás Pazery de Thorame, canónigo. Juan Goizet, arcipreste. Andrés Angar, Pbro. Andrés Grasset de Saint-Sauveur, Pbro. Claudio Chaudet, Pbro. Claudio Colin, Pbro. Enrique Hipólito Ermés, Pbro. Francisco Cesar Londiveau, Pbro. Francisco Dardan, Pbro. Francisco Dumasrambaud de Calandelle, Pbro. Francisco Urbano Salins de Niart, Pbro. Gaspar Claudio Maignien, Pbro. Jacobo Alejandro Menuret, Pbro. Jacobo Francisco de Lubersac, Pbro. Jacobo José Lejardinier Deslandes, Pbro. Jacobo Juan Lemeunier, Pbro. José Becavin, Pbro. Juan Antonio Bernabé Séguin, Pbro. Juan Antonio Guilleminet, Pbro. Juan Bautista Claudio Aubert, Pbro. Juan Bautista Janin, Pbro. Juan Bautista Nativelle, Pbro. Juan Enrique Ludovico Miguel Samson, Pbro. Juan Felipe Marchand, Pbro. Juan Francisco Bosquet, Pbro. Juan Lacan, Pbro. Juan Pedro Bangue, Pbro. Juan Roberto Quéneau, Pbro. Julián Poulain-Delaunay, Pbro. Ludovico Francisco Andrés Barret, Pbro. Ludovico Longuet, Pbro. Ludovico Lorenzo Gaultier, Pbro. Ludovico Mauduit, Pbro. Matías Agustín Nogier, Pbro. Maturino Víctor Deruelle, Pbro. Nicolás Clairet, Pbro. Oliverio Lefévre, Pbro. Pedro Landry, Pbro. Pedro Ludovico José Verrier, Pbro. Pedro Ploquin, Pbro. René Nativelle, Pbro. René Nicolás Poret, Pbro. Roberto le Bis, Pbro. Tomás René Dubuisson, Pbro. Vicente Abraham, Pbro. Esteban Francisco Deusdedit de Ravinel, diácono. Jacobo Agustín Robert de Lezardiéres, diácono. Ludovico Alejo Matías Boubert, diácono. Augusto Dionisio Nézel, seminarista. Bernardo Francisco de Cucsac, sulpiciano. Claudio Rousseau. sulpiciano. Enrique Augusto Luzeau de la Moulonniére, sulpiciano. Jacobo Esteban Felipe Hourrier, sulpiciano. Jacobo Gabriel Galais, sulpiciano. Juan Antonio Savine, sulpiciano. Juan Bautista María Tessier, sulpiciano. Juan Bautista Miguel Pontus, sulpiciano. Pedro Gauguin, sulpiciano. Pedro Miguel Guerin, sulpiciano. Pedro Nicolás Psalmon, sulpiciano. Tomás Nicolás Dubray, sulpiciano. Ambrosio Agustín Chevreux, O.S.B. (superior de los benedictino mauristas) René Julián Massey, O.S.B. Ludovico Barreau de la Touche, O.S.B. Carlos Francisco Le Gué, S.I. Carlos Jeremías Béraud du Pérou, S.I. Claudio Antonio Raoul Laporte, S.I. Claudio Cayx-Dumas, S.I. Claudio Francisco Gagniéres des Granges, S.I. Francisco Balmain, S.I. Francisco Vareilhe-Duteil, S.I. Guillermo Antonio Delfaud, S.I. Jacobo Julio Bonnaud, S.I. Juan Charton de Millon, S.I. Luis Tomás Bennotte, S.I. Maturino Nicolás Le Bous de Villeneuve de la Ville-Crohain, S.I. Santiago Friteyre-Durvé, S.I. Vicente José le Rousseau de Rosencoat, S.I. Apolinar Morel de Posat, O.F.M.cap. Juan Francisco Burté, O.F.M.conv. Severino Girault, Terciario Franciscano. Francisco Lefranc, eudista. Francisco Ludovico Hébert, eudista (Confesor de Luis XVI). Hno. Salomón Leclercq (Hno. de las Escuelas Cristianas- De La Salle). Urbano Lefévre, S.M.E. Carlos Regis Mateos de la Calmette, conde de Valfons, laico, oficial de caballería que había acompañado al cura de su parroquia a la prisión cuando se lo llevaron preso. Los cadáveres fueron enterrados en una fosa común del cementerio de Veaugirard, aunque muchos fueron arrojados al pozo del jardín de la Iglesia del Carmen.